# Hypenopsis franclemonti
Hypenopsis franclemonti là một loài bướm đêm trong họ Erebidae.